# 交通情報

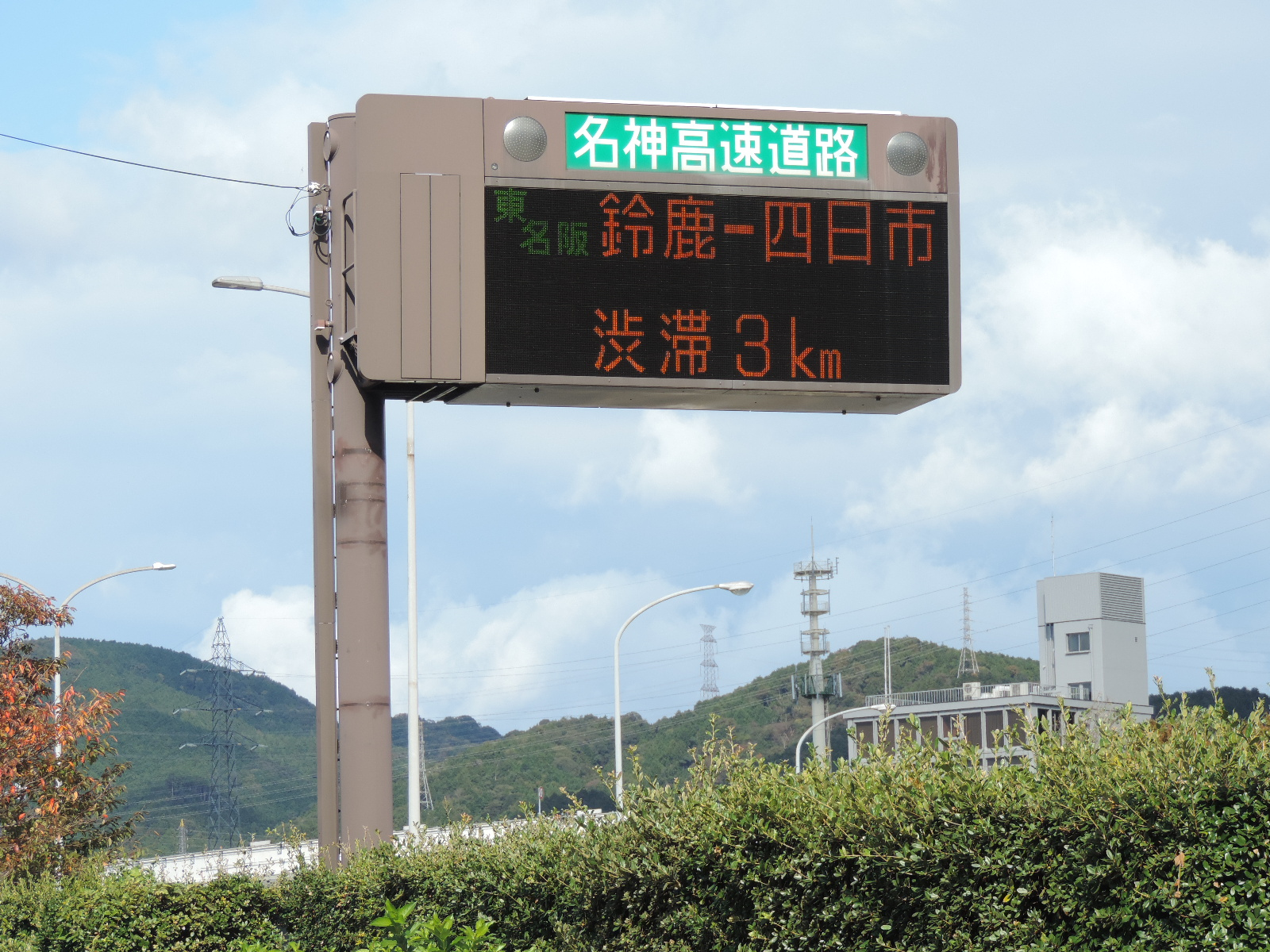
日本の高速道路の入口のB型情報板。

交通情報（こうつうじょうほう、英語:Traffic reporting, Traffic information（トラフィック・インフォメーション））とは、地理情報の一つで、交通にまつわる情報をいう。

## 道路交通情報
道路上での情報提供の手段には、通行止めや渋滞などの文字情報を提供する文字情報板、図形情報板、所要時間表示板、VICS、ハイウェイラジオ、インターネットなどがあるが、情報提供のレベルは各国で異なる。
このほかテレビやラジオ放送、インターネットなどを通じての道路交通情報もある。
- インターネットを通じての各端末から、文字や路線図の色分け表示によって伝えるもの
- ラジオ・テレビの放送番組内のコーナーあるいは専門の情報番組から、アナウンス音声および、文字や路線図（地図）の色分け表示によって伝えるもの
- 地上デジタルテレビ放送のデータ放送から、文字や路線図の色分け表示によって伝えるもの

### 日本
国道、有料道路、高速道路などの利用者に対し、警察や道路管理者が、道路を通行するにあたって注意することが妥当な内容を発信し、伝えるもの。とりわけ、道路の渋滞状況は、道路交通情報の中でも最も欠かすことのできない情報の一つであり、渋滞の緩和やドライバーのストレスによる交通事故誘発の抑制に効果がある。
道路交通情報の収集は、かつてはヘリコプターやパトロールカーを利用した方法による直接の目視が頼りであったが、現在は超音波や紫外線などをセンサーに、通信網に光ファイバーなどを使った車両感知器を道路の一定間隔に設置して情報（渋滞であれば箇所や長さなど）を収集している。収集した情報は通信網を通じ、一旦各地の警察本部の交通管制センターやJARTICなどの道路管理者が運営する拠点に集約したうえで、電光掲示板、あるいはラジオ・テレビの放送メディアなどで伝達している。これにより、交通規制情報だけでなく、目的地までの所要時間予測のような道路管理者側が解析する情報を伝えることも可能になった。
- 要因
  - 工事等の道路上の作業
  - 交通事故
  - 天候の異常 - 荒天、積雪、路面の凍結など。多くは交通規制に沿う。
  - 災害
  - 天皇・皇族および外国要人の通行にともなう安全確保を目的とする警備 - 行幸啓、サミットなど
  - 大型イベント - マラソン、祭り、花火大会、パレードなど
  - 犯罪の発生 - 逆走車、バスジャックなど
- 路面状況
  - 渋滞
  - 通行止
  - 通行帯の制限
  - 速度制限
  - 車種の制限
  - 高さ・幅・重量・積載物の規制
  - 自動車専用道路等の出入口閉鎖
  - 自動車専用道路等の区間閉鎖

#### 道路上・付帯施設等での情報提供
道路上・付帯施設等での具体的な情報の媒体には以下のようなものがある。
- 道路上の電光掲示板などの掲示板から、文字や路線図の色分け表示によって伝えるもの
- サービスエリア・パーキングエリア、道の駅などに設置された、ディスプレイから、文字や路線図の色分け表示によって伝えるもの
- 専用のAMラジオ用の電波（中波）による路側放送（交通情報ラジオ）から、アナウンス音声によって伝えるもの
- 道路交通情報通信システム（VICS）を通じての各端末から、文字や路線図の色分け表示によって伝えるもの

#### 放送による道路交通情報
沿革
この節では、日本の道路交通情報番組の歴史を述べる。
日本の放送局で、道路交通情報を放送するようになったのは1957年（昭和32年）の文化放送『交通ニュース』が最初であった。同番組はいったん打ち切られ、1959年（昭和34年）6月から、音楽番組と道路交通情報を組み合わせた『ハイウェイダイヤル』があらためて開始された。このフォーマットは他の在京局が追随した。ただし、これらの番組においての交通情報は「きょうは○○方面の道路が工事中ですから、△△通りを利用してください」といった内容の、即時性や正確性を欠くもので、改良の余地があった。1961年（昭和36年）3月にニッポン放送が開始した『交通ニュース』から、放送時間時点の主要道路の混雑状況を放送するようになった。
同年6月に、警視庁に交通統制室が開設され、在京各局のマイクが常設されるようになり、警察から放送局への情報伝達がダイレクトになった。1963年（昭和38年）3月、警視庁と大阪府警本部に「交通情報センター」が開設され、在京・在阪各局のスタジオが設置された。このころには各局1日あたり、6回から16回の放送が可能になった。その後、地方局での交通情報の放送開始、1970年（昭和45年）の「日本道路交通情報センター」（JARTIC）の開設に至る。
内容と放送頻度
- 専門の番組として放送される場合、番組名は「（道路）交通情報」とすることが多い。FMラジオでは「TRAFFIC INFORMATION (REPORT)」などの英語タイトルを用いたアナウンスが多い。
- 専門枠を取らず、テロップやロールスーパーで放送する場合がある。
- NHKラジオ第1放送では、帰省シーズンと重なる大型連休、お盆、年末年始の期間中と、土曜日・日曜日・祝日には、特に東京・九段本部から全国の高速道路交通情報をほぼ終日体制で随時挿入する。特に年末年始については、九段本部の中継だけでなく、全国主要基幹都市にあるセンターともつないだ「全国高速道路交通情報リレー」の形式をとる場合もある。その他も概ね30分間隔で放送されるが、公職選挙法等の規定により、国会中継放送時や、国政選挙実施時の政見放送では放送されない。
- 県域放送各局では、放送地域内を走る都市高速道路や高速自動車国道の状況をまず流し、それ以外の各高速道路や一般道路は後回しとなる。
- 新聞や雑誌の番組表では番組名や放送時間が省略される場合がある。表記される場合、ニュースや天気予報と同様の形式の略記号（黒四角に白抜きで「交」の一文字）が用いられることが多い。

技術・人材
- JARTICから発表された情報を、各放送局が即時的に届ける場合、基本的にはJARTICの職員が情報をアナウンスするが、放送時間のブッキングがある大都市圏では、放送局側のスタジオにいるアナウンサーが読むケースがある（TOKYO FM、J-WAVEなど）一方、各都道府県の警察本部（東京都の場合は警視庁新橋庁舎の「警視庁交通管制センター」）に放送局側がキャスターを派遣している例がある（TBSラジオやRF、FM yokohamaなど）。首都高速道路では、専門の担当者によってアナウンスされることがある。
- ラジオでは、複数の府県を放送エリアにもつなど、放送範囲が広域にまたがる場合、各局によるリレー放送を行なう。

### 欧米

#### ヨーロッパ
フランスやドイツ、イギリスでは道路上の文字表示板、ハイウェイラジオ、インターネットによる情報提供などが導入されている。ただし、図形情報板やVICSのようなシステムはこれらの国では導入されていない。

#### アメリカ
アメリカでは道路上の文字表示板や所要時間表示板、VICS、ハイウェイラジオ、インターネットによる情報提供などが導入されている。

## 道路以外の交通情報
鉄道・高速バス・航空機・フェリーなどの公共交通機関の運行情報については、駅・桟橋等の施設内に運行情報表示装置が設置されている例が多い。地上デジタルテレビ放送のデータ放送並びに、インターネットを通じて情報を発信している例も多い。
放送においても、放送局や時間帯によっては、道路情報に加えて鉄道や航空機（フライトインフォメーションなどと呼称される）、フェリーの運行情報を提供することがある（NHK首都圏センター、NHK大阪放送局やTOKYO FMなど）。とりわけ鉄道については、新幹線や在来線特急列車など指定席の予約状況を放送する例もある。
また海上保安庁は、東京湾や大阪湾、伊勢湾、関門海峡などの過密海域において、船舶向けの海上交通情報を、中波や極超短波、インターネットなどを通じて提供している。